# Список эпизодов телесериала «Дорогой доктор»
Список эпизодов американского медицинского телесериала «Дорогой доктор», премьера которого состоялась на телеканале USA Network 4 июня 2009 года. Сериал частично основан на реальной практике так называемой «фиксированной медицины» (отношения между пациентом и лечащим врачом, в которых пациент платит ежегодный взнос или аванс), практикуемой независимыми врачами и компаниями.
Сериал рассказывает о Хэнке Лоусоне, молодом докторе скорой помощи. Будучи ложно обвинённым в смерти важного пациента, он переезжает в Хэмптон и нехотя становится „врачом напрокат“ для богатых и знаменитых. Когда администратор местного госпиталя просит его лечить менее состоятельных жителей, Хэнк оказывается перед выбором — делать добро для других или же для себя.

## Обзор сезонов
| Сезоны | Сезоны | Эпизоды | Оригинальная дата показа | Оригинальная дата показа |
| Сезоны | Сезоны | Эпизоды | Премьера сезона          | Финал сезона             |
| ------ | ------ | ------- | ------------------------ | ------------------------ |
|        | 1      | 12      | 4 июня 2009              | 27 августа 2009          |
|        | 2      | 18      | 3 июня 2010              | 24 февраля 2011          |
|        | 3      | 16      | 29 июня 2011             | 22 февраля 2012          |
|        | 4      | 16      | 6 июня 2012              | 16 декабря 2012          |
|        | 5      | 13      | 12 июня 2013             | 11 сентября 2013         |
|        | 6      | 13      | 10 июня 2014             | 2 сентября 2014          |
|        | 7      | 8       | 2 июня 2015              | 21 июля 2015             |
|        | 8      | 8       | 18 мая 2016              | 6 июля 2016              |

## Список серий

### Сезон 1 (2009)
| № общий | № в сезоне | Название                                                           | Режиссёр          | Автор сценария                                                           | Дата премьеры   | Произв. код | Зрители в США (млн) |
| ------- | ---------- | ------------------------------------------------------------------ | ----------------- | ------------------------------------------------------------------------ | --------------- | ----------- | ------------------- |
| 1       | 1          | «Pilot» «Пилот»                                                    | Джейс Александер  | Телесценарий: Эндрю Ленчевски История: Джон П. Роджерс и Эндрю Ленчевски | 4 июня 2009     | RP#100      | 5,57                |
| 2       | 2          | «There Will Be Food» «Да будет пища»                               | Дон Скардино      | Майкл Рауш                                                               | 11 июня 2009    | RP#103      | 5,6                 |
| 3       | 3          | «Strategic Planning» «Стратегический план»                         | Джейс Александер  | Эндрю Ленчевски                                                          | 18 июня 2009    | RP#102      | 6,50                |
| 4       | 4          | «TB or Not TB» «Быть или не быть»                                  | Константин Макрис | Констанс М. Бёрдж                                                        | 25 июня 2009    | RP#104      | 5,94                |
| 5       | 5          | «No Man is an Island» «Необитаемый остров»                         | Дон Скардино      | Кэрол Флинт                                                              | 9 июля 2009     | RP#105      | 5,73                |
| 6       | 6          | «If I Were A Sick Man» «Если бы я был больным»                     | Денни Гордон      | Джон Шерман                                                              | 16 июля 2009    | RP#106      | 6,23                |
| 7       | 7          | «Crazy Love» «Сумасшедшая любовь»                                  | Бронуэн Хьюз      | Джессика Болл                                                            | 23 июля 2009    | RP#107      | 6,21                |
| 8       | 8          | «The Honeymoon's Over» «Медовый месяц окончен»                     | Эрик Ланёвилль    | Джейсон Гэвин                                                            | 30 июля 2009    | RP#108      | 6,38                |
| 9       | 9          | «It's Like Jamais Vu All Over Again» «Это как жамевю, всё сначала» | Майкл В. Уоткинс  | Майкл Рауш и Констанс М. Бёрдж                                           | 6 августа 2009  | RP#109      | 6,69                |
| 10      | 10         | «Am I Blue?» «Я синяя?»                                            | Джей Чандрашекхар | Джон Шерман и Кэрол Флинт                                                | 13 августа 2009 | RP#110      | 5,56                |
| 11      | 11         | «Nobody's Perfect» «Никто не совершенен»                           | Кен Джиротти      | Джессика Болл и Майкл Рауш                                               | 20 августа 2009 | RP#111      | 5,32                |
| 12      | 12         | «Wonderland» «Страна чудес»                                        | Джейс Александер  | Эндрю Ленчевски                                                          | 27 августа 2009 | RP#112      | 5,90                |

### Сезон 2 (2010–11)
| № общий | № в сезоне | Название                                                | Режиссёр            | Автор сценария                                                                                        | Дата премьеры   | Произв. код | Зрители в США (млн) |
| ------- | ---------- | ------------------------------------------------------- | ------------------- | --- | --------------- | ----------- | ------------------- |
| 13      | 1          | «Spasticity» «Спазм»                                    | Константин Макрис   | Эндрю Ленчевски                                                                                       | 3 июня 2010     | RP#201      | 5,84                |
| 14      | 2          | «Lovesick» «Синдром разбитого сердца»                   | Эллисон Лидди-Браун | Майкл Рауш                                                                                            | 10 июня 2010    | RP#202      | 5,60                |
| 15      | 3          | «Keeping the Faith» «Не теряя веры»                     | Деннис Смит         | Джек Бернштейн и Майкл Рауш                                                                           | 17 июня 2010    | RP#203      | 5,51                |
| 16      | 4          | «Medusa» «Медуза»                                       | Мэттью Пенн         | Эндрю Ленчевски и Констанс М. Бёрдж                                                                   | 24 июня 2010    | RP#204      | 5,30                |
| 17      | 5          | «Mano a Mano» «Рука об руку»                            | Мэттью Пенн         | Кэрол Флинт и Джон Шерман                                                                             | 1 июля 2010     | RP#205      | 5,32                |
| 18      | 6          | «In Vino Veritas» «Истина в вине»                       | Майкл Уоткинс       | Джессика Болл                                                                                         | 15 июля 2010    | RP#206      | 5,20                |
| 19      | 7          | «Comfort's Overrated» «Комфорт переоценён»              | Эд Фрэйман          | Констанс М. Бёрдж                                                                                     | 22 июля 2010    | RP#207      | 5,28                |
| 20      | 8          | «The Hankover» «Похмелье»                               | Джей Чандрашекхар   | Кэрол Флинт и Джон Шерман                                                                             | 29 июля 2010    | RP#208      | 5,01                |
| 21      | 9          | «Frenemies» «Друзья-враги»                              | Венди Станцлер      | Джей Чандрашекхар                                                                                     | 5 августа 2010  | RP#209      | 5,53                |
| 22      | 10         | «Whole Lotto Love» «Любовь и лотерея»                   | Тауния Маккирнан    | Майкл Рауш и Джессика Болл                                                                            | 12 августа 2010 | RP#210      | 5,39                |
| 23      | 11         | «Big Whoop» «Большой возглас»                           | Майкл Уоткинс       | Майкл Рауш и Констанс М. Бёрдж                                                                        | 19 августа 2010 | RP#211      | 5,27                |
| 24      | 12         | «Open Up Your Yenta Mouth and Say Ah» «Язык как помело» | Кен Уиттингем       | Эндрю Ленчевски                                                                                       | 26 августа 2010 | RP#212      | 6,08                |
| 25      | 13         | «Mulligan» «Маллиган»                                   | Майкл Рауш          | Майкл Рауш и Джон Шерман                                                                              | 20 января 2011  | RP#213      | 4,43                |
| 26      | 14         | «Pit Stop» «Пит стоп»                                   | Мэттью Пенн         | Телесценарий: Джек Бернштейн и Джессика Болл История: Симран Бэйдван, Джек Бернштейн и Джессика Болл  | 27 января 2011  | RP#214      | 4,34                |
| 27      | 15         | «A History of Violins» «История со скрипками»           | Денни Гордон        | Телесценарий: Джон Шерман и Кэрол Флинт История: Алекс Дуглас, Джон Шерман и Кэрол Флинт              | 3 февраля 2011  | RP#215      | 3,87                |
| 28      | 16         | «Astraphobia» «Астрафобия»                              | Эд Фрэйман          | Эндрю Ленчевски и Стюарт Фельдман                                                                     | 10 февраля 2011 | RP#216      | 3,86                |
| 29      | 17         | «Fight or Flight» «Дерись или беги»                     | Майкл Рауш          | Телесценарий: Майкл Рауш и Констанс М. Бёрдж История: Обри Виллалобос, Майкл Рауш и Констанс М. Бёрдж | 17 февраля 2011 | RP#217      | 3,89                |
| 30      | 18         | «Listen to the Music» «Послушай музыку»                 | Константин Макрис   | Эндрю Ленчевски                                                                                       | 24 февраля 2011 | RP#218      | 4,05                |

### Сезон 3 (2011–12)
| № общий | № в сезоне | Название                                                            | Режиссёр            | Автор сценария                     | Дата премьеры   | Произв. код | Зрители в США (млн) |
| ------- | ---------- | ------------------------------------------------------------------- | ------------------- | ---------------------------------- | --------------- | ----------- | ------------------- |
| 31      | 1          | «Traffic» «Пробки»                                                  | Константин Макрис   | Эндрю Ленчевски                    | 29 июня 2011    | RP#301      | 5,00                |
| 32      | 2          | «But There's a Catch» «Игра с подвохом»                             | Майкл Уоткинс       | Майкл Рауш                         | 6 июля 2011     | RP#302      | 5,02                |
| 33      | 3          | «Rash Talk» «Неспешная сыпь»                                        | Майкл Рауш          | Констанс М. Бёрдж                  | 13 июля 2011    | RP#303      | 4,92                |
| 34      | 4          | «The Shaw/Hank Redemption» «Про побег и шоу с Хэнком»               | Мэттью Пенн         | Джон Шерман и Кэрол Флинт          | 20 июля 2011    | RP#304      | 5,03                |
| 35      | 5          | «A Man Called Grandpa» «Дед по имени Тед»                           | Мэттью Пенн         | Эндрю Ленчевски и Джессика Болл    | 27 июля 2011    | RP#305      | 4,85                |
| 36      | 6          | «An Apple a Day» «Яблоко на ужин»                                   | Дон Скардино        | Джек Бернштейн                     | 3 августа 2011  | RP#306      | 5,46                |
| 37      | 7          | «Ta Da For» «Та-да!»                                                | Эд Фрэйман          | Джон Шерман                        | 10 августа 2011 | RP#307      | 5,16                |
| 38      | 8          | «Run, Hank, Run» «Беги, Хэнк, беги»                                 | Эмили Левисетти     | Кэрол Флинт                        | 17 августа 2011 | RP#308      | 5,44                |
| 39      | 9          | «Me First» «Чур, я - первый!»                                       | Эллисон Лидди-Браун | Майкл Рауш и Констанс М. Бёрдж     | 24 августа 2011 | RP#309      | 5,53                |
| 40      | 10         | «A Little Art, A Little Science» «Немного искусства, немного науки» | Мэттью Пенн         | Эндрю Ленчевски                    | 31 августа 2011 | RP#310      | 5,40                |
| 41      | 11         | «A Farewell to Barnes» «Расставание с Барнсами»                     | Майкл Рауш          | Джон Шерман и Майкл Рауш           | 18 января 2012  | RP#311      | 3,26                |
| 42      | 12         | «Some Pig» «Свинтус»                                                | Майкл Уоткинс       | Джессика Болл                      | 25 января 2012  | RP#312      | 3,37                |
| 43      | 13         | «My Back to the Future» «Назад в будущее»                           | Марк Фойерстин      | Констанс М. Бёрдж и Джек Бернштейн | 1 февраля 2012  | RP#313      | 4,09                |
| 44      | 14         | «Bottoms Up» «Будем здоровы»                                        | Триша Брок          | Кэрол Флинт и Симран Бэйдван       | 8 февраля 2012  | RP#314      | 3,21                |
| 45      | 15         | «Hank and the Deep Blue Sea» «Между Хэнком и бездной»               | Джей Чандрашекхар   | Майкл Рауш и Джессика Болл         | 15 февраля 2012 | RP#315      | 3,17                |
| 46      | 16         | «This One's for Jack» «За Джека»                                    | Эмили Левисетти     | Эндрю Ленчевски                    | 22 февраля 2012 | RP#316      | 3,16                |

### Сезон 4 (2012)
| № общий | № в сезоне | Название                                                        | Режиссёр            | Автор сценария                                                         | Дата премьеры    | Произв. код   | Зрители в США (млн) |
| ------- | ---------- | --------------------------------------------------------------- | ------------------- | ---------------------------------------------------------------------- | ---------------- | ------------- | ------------------- |
| 47      | 1          | «After the Fireworks» «После фейерверков»                       | Эмили Левисетти     | Эндрю Ленчевски                                                        | 6 июня 2012      | RP#401        | 3,95                |
| 48      | 2          | «Imperfect Storm» «Несовершенная буря»                          | Эмили Левисетти     | Майкл Рауш                                                             | 13 июня 2012     | RP#402        | 4,14                |
| 49      | 3          | «A Guesthouse Divided» «Разделённый пансион»                    | Джей Чандрашекхар   | Констанс М. Бёрдж и Джек Бернштейн                                     | 20 июня 2012     | RP#403        | 3,87                |
| 50      | 4          | «Dawn of the Med» «Рассвет медицины»                            | Майкл Уоткинс       | Кэрол Флинт и Джон Шерман                                              | 27 июня 2012     | RP#404        | 4,18                |
| 51      | 5          | «You Give Love a Bad Name» «Вы даёте любви дурную славу»        | Майкл Рауш          | Майкл Рауш и Джессика Болл                                             | 11 июля 2012     | RP#405        | 4,15                |
| 52      | 6          | «About Face» «О лице»                                           | Мэттью Пенн         | Констанс М. Бёрдж                                                      | 18 июля 2012     | RP#406        | 4,25                |
| 53      | 7          | «Fools Russian» «Глупый русский»                                | Эллисон Лидди-Браун | Кэрол Флинт                                                            | 25 июля 2012     | RP#407        | 3,92                |
| 54      | 8          | «Manimal» «Чупакабра»                                           | Марк Фойерстин      | Джон Шерман                                                            | 1 августа 2012   | RP#408        | 2,96                |
| 55      | 9          | «Business and Pleasure» «Бизнес и удовольствие»                 | Константин Макрис   | Эндрю Ленчевски и Джефф Драйер                                         | 15 августа 2012  | RP#409        | 3,95                |
| 56      | 10         | «Who's Your Daddy?» «Кто твой папочка?»                         | Майкл Уоткинс       | Майкл Рауш и Джон Шерман                                               | 22 августа 2012  | RP#410        | 3,91                |
| 57      | 11         | «Dancing With the Devil» «Танцы с дьяволом»                     | Пауло Костанцо      | Телесценарий: Джек Бернштейн История: Джек Бернштейн и Симран Бэйдван  | 29 августа 2012  | RP#411        | 3,78                |
| 58      | 12         | «Hurts Like a Mother» «Больно как мать»                         | Тауния Маккирнан    | Джессика Болл и Обри Карр                                              | 5 сентября 2012  | RP#412        | 3,59                |
| 59      | 13         | «Something Fishy This Way Comes» «Что-то подозрительное грядёт» | Джанис Кук          | Майкл Рауш и Констанс М. Бёрдж                                         | 12 сентября 2012 | RP#413        | 3,74                |
| 60      | 14         | «Sand Legs» «Ноги из песка»                                     | Эмили Левисетти     | Телесценарий: Эндрю Ленчевски История: Эндрю Ленчевски и Антония Эллис | 19 сентября 2012 | RP#414        | 4,23                |
| 6162    | 1516       | «Off-Season Greetings» «Поздравления в межсезонье»              | Майкл Рауш          | Кэрол Флинт и Джон Шерман Констанс М. Бёрдж и Майкл Рауш               | 16 декабря 2012  | RP#415 RP#416 | 3,25                |

### Сезон 5 (2013)
| № общий | № в сезоне | Название                                 | Режиссёр            | Автор сценария                     | Дата премьеры    | Произв. код | Зрители в США (млн) |
| ------- | ---------- | ---------------------------------------- | ------------------- | ---------------------------------- | ---------------- | ----------- | ------------------- |
| 63      | 1          | «Hankwatch» «Слежка за Хэнком»           | Эмили Левисетти     | Эндрю Ленчевски и Джефф Драйер     | 12 июня 2013     | RP#501      | 3,68                |
| 64      | 2          | «Blythe Spirits» «Дух Блайт»             | Константин Макрис   | Майкл Рауш                         | 19 июня 2013     | RP#502      | 3,67                |
| 65      | 3          | «Lawson Translation» «Перевод Лоусона»   | Эмили Левисетти     | Констанс М. Бёрдж                  | 26 июня 2013     | RP#503      | 3,55                |
| 66      | 4          | «Pregnant Paws» «Беременные лапки»       | Кен Уиттингем       | Симран Бэйдван                     | 10 июля 2013     | RP#504      | 3,54                |
| 67      | 5          | «Vertigo» «Головокружение»               | Майкл Уоткинс       | Кэрол Флинт                        | 17 июля 2013     | RP#505      | 3,82                |
| 68      | 6          | «Can of Worms» «Ящик Пандоры»            | Джей Чандрашекхар   | Джон Шерман                        | 24 июля 2013     | RP#506      | 3,58                |
| 69      | 7          | «Chock Full O' Nuts» «Полные психи»      | Марк Фойерстин      | Обри Карр                          | 31 июля 2013     | RP#507      | 3,54                |
| 70      | 8          | «Hammertime» «Молот времени»             | Эллисон Лидди-Браун | Джек Бернштейн                     | 7 августа 2013   | RP#508      | 3,60                |
| 71      | 9          | «Pins And Needles» «Булавки и иглы»      | Эд Фрайман          | Джессика Болл                      | 14 августа 2013  | RP#509      | 3,21                |
| 72      | 10         | «Game Of Phones» «Игра телефонов»        | Мэттью Пенн         | Кэрол Флинт и Джон Шерман          | 21 августа 2013  | RP#510      | 3,18                |
| 73      | 11         | «Open Invitation» «Открытое приглашение» | Джо Коллинз         | Майкл Рауш и Джеффика Болл         | 28 августа 2013  | RP#511      | 3,27                |
| 74      | 12         | «A Trismus Story» «История Трисмуса»     | Тауния Маккирнан    | Констанс М. Бёрдж и Джек Бернштейн | 4 сентября 2013  | RP#512      | 3,62                |
| 75      | 13         | «Bones to Pick» «Собирание костей»       | Майкл Рауш          | Эндрю Ленчевски                    | 11 сентября 2013 | RP#513      | 3,75                |

### Сезон 6 (2014)
| № общий | № в сезоне | Название                                                   | Режиссёр           | Автор сценария                                                           | Дата премьеры   | Произв. код | Зрители в США (млн) |
| ------- | ---------- | ---------------------------------------------------------- | ------------------ | ------------------------------------------------------------------------ | --------------- | ----------- | ------------------- |
| 76      | 1          | «Smoke and Mirrors» «Дым и зеркала»                        | Кевин Доулинг      | Телесценарий: Эндрю Ленчевски История: Эндрю Ленчевски и Джефф Драйер    | 10 июня 2014    | RP#601      | 2,38                |
| 77      | 2          | «All in the Family» «Всё в семье»                          | Мэттью Пенн        | Майкл Рауш и Антония Эллис                                               | 17 июня 2014    | RP#602      | 1,90                |
| 78      | 3          | «A Bridge Not Quite Far Enough» «Мост недостаточно далеко» | Мэттью Пенн        | Телесценарий: Констанс М. Бёрдж История:Констанс М. Бёрдж и Джефф Драйер | 24 июня 2014    | RP#603      | 2,30                |
| 79      | 4          | «Steaks on a Plane» «Стейки на самолете»                   | Эмили Левисетти    | Джон Шерман и Кэрол Флинт                                                | 1 июля 2014     | RP#604      | 2,11                |
| 80      | 5          | «Goodwill Stunting» «Отставание в рвении»                  | Пауло Костанцо     | Джек Бернштейн                                                           | 8 июля 2014     | RP#605      | 2,04                |
| 81      | 6          | «Everybody Loves Ray, Man» «Все любят Рэя, чувак»          | Констанс М. Бёрдж  | Джефф Драйер                                                             | 15 июля 2014    | RP#606      | 1,78                |
| 82      | 7          | «Electric Youth» «Электрическая молодёжь»                  | Чарльз МакКлилланд | Джессика Болл                                                            | 22 июля 2014    | RP#606      | 2,07                |
| 83      | 8          | «I Did Not See That Coming» «Этого я не ожидал»            | Джей Чандрашекхар  | Кэрол Флинт и Джон Шерман                                                | 29 июля 2014    | RP#608      | 1,93                |
| 84      | 9          | «Oh, M.G.» «Ох, М. Дж.»                                    | Марк Фойерстин     | Обри Карр                                                                | 5 августа 2014  | RP#609      | 2,02                |
| 85      | 10         | «Good Air/Bad Air» «Хороший воздух/Плохой воздух»          | Джей Чандрашекхар  | Кэрол Флинт и Симран Бэйдман                                             | 12 августа 2014 | RP#610      | 1,99                |
| 86      | 11         | «Hankmed on the Half Shell» «Хэнкмед в раковине»           | Джо Коллинз        | Констанс М. Бёрдж и Джон Шерман                                          | 19 августа 2014 | RP#611      | 1,97                |
| 87      | 12         | «A Bigger Boat» «Большая лодка»                            | Джанис Кук         | Телесценарий: Майкл Рауш и Джессика Болл История: Джессика Болл          | 26 августа 2014 | RP#612      | 1,92                |
| 88      | 13         | «Ganging Up» «Смыкающиеся»                                 | Майкл Рауш         | Эндрю Ленчевски                                                          | 2 сентября 2014 | RP#613      | 1,78                |

### Сезон 7 (2015)
| № общий | № в сезоне | Название                                        | Режиссёр          | Автор сценария                 | Дата премьеры | Произв. код | Зрители в США (млн) |
| --- | ---------- | ----------------------------------------------- | ----------------- | ------------------------------ | ------------- | ----------- | ------------------- |
| 89 | 1          | «Rebound» «Восстановление»                      | Константин Макрис | Эндрю Ленчевски                | 2 июня 2015   | RP#701      | 1,67                |
| HankMed переворачивает новую страницу своей истории после того, как Борис покупает Hamptons Heritage. Хэнк теряет Шарлотту и ухаживает за телеведущей, которая устраивает вечеринку в доме Ньюбергов. Эван и Пейдж обнаруживают, что могут вскорости стать родителями. |            |                                                 |                   |                                |               |             |                     |
| 90 | 2          | «False Start» «Фальстарт»                       | Джо Коллинз       | Майкл Рауш и Вуди Штрасснер    | 9 июня 2015   | RP#702      | 1,46                |
| Хэнк лечит пациента-триатлониста, который также дает ему совет о свиданиях. Эван волнуется насчёт отцовства. Иеремия помогает очистить имя Дивии, но видеоролик с её арестом становится вирусным.                                                                      |            |                                                 |                   |                                |               |             |                     |
| 91 | 3          | «Playing Doctor» «Игры в доктора»               | Эмили Левисетти   | Констанс М. Бёрдж              | 16 июня 2015  | RP#703      | 1,45                |
| Голливудский актёр хочет всюду следовать за Хэнком, чтобы подготовиться к следующей роли. Тем временем Дивия делает генетический тест для клиента из королевской семьи, который не хочет следовать правилам.                                                           |            |                                                 |                   |                                |               |             |                     |
| 92 | 4          | «The Prince of Nucleotides» «Принц нуклеотидов» | Майкл Б. Силвер   | Кэрол Флинт                    | 23 июня 2015  | RP#704      | 1,33                |
| Эван и Пейдж считают, что нужно усыновить ребенка. Хэнк лечит трансгендерного подростка. Иеремия попадает в сложную ситуацию, когда старый знакомый приходит с деловым предложением. Принц Куами проявляет интерес к Дивии.                                            |            |                                                 |                   |                                |               |             |                     |
| 93 | 5          | «Voices Carry» «Голоса»                         | Пауло Костанцо    | Джессика Болл                  | 30 июня 2015  | RP#705      | 1,35                |
| Эван считает, что Борис не доверяет ему лечить его. Свидание Хэнка с девушкой из ООН приводит к перспективному предложению о работе. Третий поклонник Дивии приходит в Хэмптон. Пейдж окончательно теряет терпение в отношении своего ленивого подрядчика.             |            |                                                 |                   |                                |               |             |                     |
| 94 | 6          | «Secret Asian Man» «Тайный азиат»               | Эд Фрэйман        | Майкл Рауш и Джефф Драйер      | 7 июля 2015   | RP#706      | 1,45                |
| Борис вынужден поделиться своими секретными планами с Эваном. Дивия лечит то, что, по-видимому, является вспышкой оспы. Пациент приглашает Хэнка на двойное свидание. Иеремия залегает на дно после большой деловой ошибки.                                            |            |                                                 |                   |                                |               |             |                     |
| 95 | 7          | «Lama Trauma» «Травма ламы»                     | Лара Шапиро       | Джон Шерман                    | 14 июля 2015  | RP#707      | 1,34                |
| Хэнк помогает Борису подготовить секретного пациента для операции, а Эван пытается избавить больницу от плохого знака. Предложение от Куами заставляет Дивию принять важное решение относительно личной жизни.                                                         |            |                                                 |                   |                                |               |             |                     |
| 96 | 8          | «Lending a Shoulder» «Одалживание плеча»        | Джей Чандрашекхар | Майкл Рауш и Констанс М. Бёрдж | 21 июля 2015  | RP#708      | 1,57                |
| Суррогатная дочь Эвана и Пейдж рождается, а Хэнк сталкивается со своей бывшей невестой из Нью-Йорка и обнаруживает неразрешенные с ней проблемы. Тем временем Дивия готовится к большим переменам в жизни после смерти своей бабушки.                                  |            |                                                 |                   |                                |               |             |                     |

### Сезон 8 (2016)
| № общий | № в сезоне | Название                                               | Режиссёр           | Автор сценария                                                     | Дата премьеры | Произв. код | Зрители в США (млн) |
| --- | ---------- | ------------------------------------------------------ | ------------------ | ------------------------------------------------------------------ | ------------- | ----------- | ------------------- |
| 97 | 1          | «Stranger Danger» «Опасный незнакомец»                 | Джей Чандрашекхар  | Телесценарий: Эндрю Ленчевски История: Эндрю Ленчевски и Кэти Зиск | 18 мая 2016   | RP#801      | 1,33                |
| Подготавливаясь к свадьбе Эдди, Хэнк лечит политика-трудоголика. Дивия помогает Иеремии возобновить работу с пациентами. Пейдж и Эван начинают готовиться к зачатию. |            |                                                        |                    |                                                                    |               |             |                     |
| 98 | 2          | «Palpating the Orbital Rim» «Прощупывание края орбиты» | Бренжан Уолш       | Джон Шерман                                                        | 25 мая 2016   | RP#802      | 1,24                |
| В то время как Эван занимается последствиями кибер-атаки на Hamptons Heritage, Хэнк лечит женщину-каскадёра, работающую над предположительно проклятым фильмом. Между тем, родители Иеремии приезжают в город, и Дивия пытается заставить их вновь найти общий язык. Хэнк идёт на свое первое свидание с Джен, но дела идут не так, как планировалось.                          |            |                                                        |                    |                                                                    |               |             |                     |
| 99 | 3          | «Fly Me to Kowloon» «Отвези меня в Коулун»             | Марк Фойерстин     | Кэрол Флинт и Вуди Страсснер                                       | 1 июня 2016   | RP#803      | 1,26                |
| Хэнк сопровождает Бориса в Гонконг, где он заводит страстный роман с медицинским исследователем, одновременно помогая разыскать хакера, атаковавшего Hamptons Heritage. Вернувшись домой, Дивия лечит таинственного человека, а Пейдж пытается убедить Эвана попробовать альтернативные методы зачатия.                                                                         |            |                                                        |                    |                                                                    |               |             |                     |
| 100 | 4          | «Doubt of Africa» «Африканские сомнения»               | Джанис Кук         | Джессика Болл и Кэти Зиск                                          | 8 июня 2016   | RP#804      | 1,24                |
| Хэнк берёт смену в скорой помощи, чтобы помочь загруженному Эвану. Джилл возвращается в Хэмптонс, но воссоединение прерывается, когда у путешествующего с ней доктора начинают проявляться опасные симптомы; вскоре объявляют карантин. Тем временем Иеремия лечит пациента, который является его любимым писателем, а Дивия пытается помочь проблемному молодому пациенту.     |            |                                                        |                    |                                                                    |               |             |                     |
| 101 | 5          | «Saab Story» «История Сааба»                           | Майкл Рауш         | Констанс М. Бёрдж                                                  | 15 июня 2016  | RP#805      | 1,43                |
| Келлер обращается к Хэнсу с подожрениями на проблему с сердцем. Пейдж и Эван сталкиваются с побочными эффектами экстракорпорального оплодотворения, как физическими, так и эмоциональными. Дивия встречает наставника Хэнкса, который не является тем человеком, которого Хэнк помнил. Иеремия снимает видео на беби-шауэре Дивии. Хэнк решает, что пришло время пустить корни. |            |                                                        |                    |                                                                    |               |             |                     |
| 102 | 6          | «Home Sick» «Тоска по дому»                            | Чарльз МакКлилланд | Кэрол Флинт и Джон Шерман                                          | 22 июня 2016  | RP#806      | 1,42                |
| Когда Хэнк начинает искать дом, он лечит нового пациента, который считает, что у неё наследственная болезнь. В то же время Хэнк выслеживает Эдди и обнаруживает то, что он скрывал. Пейдж и Эван проходят процедуру ЭКО. Иеремия узнает, что Борис втайне использовал его исследования.                                                                                         |            |                                                        |                    |                                                                    |               |             |                     |
| 103 | 7          | «The Good News Is...» «Хорошие новости это...»         | Майкл Рауш         | Телесценарий: Майкл Рауш История: Майкл Рауш и Антония Эллис       | 29 июня 2016  | RP#807      | 1,34                |
| Хэнк примиряется с Эдди и Эваном; лечит легенду театра и своего друга (Клорис Личмен), которая боится, что у неё может быть болезнь Альцгеймера; видит, как Эдди и мисс Ньюберг наконец вместе и размышляют о своем будущем... и всё это рассказано в музыкальных номерах! Пейдж и Эван ждут результаты ЭКО.                                                                    |            |                                                        |                    |                                                                    |               |             |                     |
| 104 | 8          | «Uninterrupted» «Непрерванный»                         | Майкл Рауш         | Эндрю Ленчевски                                                    | 6 июля 2016   | RP#807      | 1,80                |
| Лето заканчивается, и все начинают двигаться дальше: Дивия наконец получает новости о своем заявлении в госпиталь Джонса Хопкинса; Борис готовится оставить Хэмптонс навсегда; Эван и Пейдж готовятся к тому, что их семья может стать больше, чем первоначально предполагалось. Определится ли Хэнк, что именно он хочет от жизни и выберет ли он свой путь?                   |            |                                                        |                    |                                                                    |               |             |                     |